# Heinrich Weber (Maler, 1892)
Heinrich Weber (* 28. Januar 1892 in Birsfelden; † 9. Juli 1962 ebenda, heimatberechtigt in Reigoldswil) war ein Schweizer Dessinateur, Maler und Gebrauchsgrafiker.

## Leben und Werk
Heinrich Weber absolvierte eine Lehre zum Dessinateur und besuchte von 1907 bis 1910 die Allgemeine Gewerbeschule Basel. Anschliessend bildete er sich bis 1913 in Paris zum Musterzeichner für Tapeten, Seidenstoffe und Bänder weiter. Als Autodidakt erlernte er zudem die Malerei. Wieder in der Schweiz arbeitete er für 48 Jahre zuerst als Dessinateur, später als künstlerischer Leiter und Mitglied der Direktion bei den «Salubrawerken» in Grenzach.
Weber widmete sich in seiner Freizeit der Malerei und unternahm Studienreisen nach Spanien, Italien, Südfrankreich, Schweden und in die Vereinigten Staaten. 1931 entstand das Wandgemälde Versuchung im Gerichtssaal von Arlesheim sowie 1936 das Wandgemälde Spielende Kinder am Birsköpfli im Kirschmattschulhaus in Birsfelden. Zudem schuf er Grafiken sowie zahlreiche Aquarelle und Ölbilder, die Ortsbilder und Landschaften seiner näheren und weiteren Umgebung zeigen. Weber war seit 1919 mit Hélène Maria, geborene Koebelé, verheiratet.